# Katarzyna Zdziebło
Katarzyna Zdziebło (Mielec, 28 novembre 1996) è una marciatrice polacca, vincitrice della medaglia d'argento nella 20 chilometri di marcia femminile ai Campionati del mondo di atletica leggera 2022 tenutisi a Eugene, in Oregon.

## Biografia
Nel 2018 partecipa alla sua prima competizione internazionale, gareggiando nella 20 chilometri di marcia femminile ai Campionati Europei di atletica leggera tenuti a Berlino, concludendo al 21º posto.
L'anno seguente ha preso parte nella 20 chilometri di marcia femminile alle Universiadi di Napoli, concludendo all'8º posto. Nello stesso anno ha partecipato anche nella stessa specialità ai Campionati mondiali di atletica leggera 2019 di a Doha, chiudendo al 21º posto.

## Palmarès
| Anno | Manifestazione    | Sede       | Evento         | Risultato | Prestazione | Note             |
| ---- | ----------------- | ---------- | -------------- | --------- | ----------- | ---------------- |
| 2013 | Mondiali allievi  | Donetsk    | Marcia 5000 m  | 8ª        | 23'50"37    |                  |
| 2014 | Mondiali juniores | Eugene     | Marcia 10000 m | 11ª       | 47'10"01    |                  |
| 2015 | Europei juniores  | Eskilstuna | Marcia 10000 m | 10ª       | 46'31"38    |                  |
| 2018 | Europei           | Berlino    | Marcia 20 km   | 21ª       | 1h36'01"    |                  |
| 2019 | Universiadi       | Napoli     | Marcia 20 km   | 8ª        | 1h38'56"    |                  |
| 2019 | Mondiali          | Doha       | Marcia 20 km   | 21ª       | 1h38'44"    |                  |
| 2021 | Giochi olimpici   | Tokyo      | Marcia 20 km   | 10ª       | 1h31'29"    |                  |
| 2022 | Mondiali          | Eugene     | Marcia 20 km   | Argento   | 1h27'31"    |                  |
| 2022 | Mondiali          | Eugene     | Marcia 35 km   | Argento   | 2h40'03"    | Record nazionale |
| 2022 | Europei           | Monaco     | Marcia 20 km   | Argento   | 1h29'20"    |                  |
| 2023 | Mondiali          | Budapest   | Marcia 20 km   | dq        | dq          |                  |
| 2023 | Mondiali          | Budapest   | Marcia 35 km   | dq        | dq          |                  |
| 2024 | Europei           | Roma       | Marcia 20 km   | dq        | dq          |                  |
| 2024 | Giochi olimpici   | Parigi     | Marcia 20 km   | 30ª       | 1h33'52"    |                  |